# لو ورژه
لو وِرژِه (به فرانسوی: Le Verger) یک کمون در فرانسه است که در Canton of Montfort-sur-Meu واقع شده‌است.

## خصوصیات
لو ورژه ۶٫۸۷ کیلومترمربع مساحت و ۱٬۵۳۹ نفر جمعیت دارد.